# Arlette Dagnon Vignikin
Arlette Claudine Rita Kpêdétin Vignikin, née Dagnon le 17 novembre 1951 à Ouidah au Dahomey (actuel Bénin) et morte le 6 mars 2017 à Rueil-Malmaison en France, est une diplomate béninoise. Elle est nommée plusieurs fois ambassadrice de son pays.

## Biographie

### Enfance et éducation
Arlette Dagnon Vignikin naît le 17 novembre 1951 à Ouidah au Dahomey (actuel Bénin). Elle est titulaire d'une licence en droit public international de l'Université de Porto-Novo et d'un diplôme d'interprète franco-russe obtenu à l'Université nationale Taras-Chevtchenko de Kiev.

### Carrière
Diplomate de carrière, Arlette Dagnon Vignikin occupe plusieurs postes auprès du ministère des Affaires étrangères et travaille au sein de diverses ambassades du Bénin à travers le monde, notamment en Russie, en Chine et en France. Elle devient ministre-conseiller à l’ambassade du Bénin à Pékin le 23 janvier 1996 en compagnie de son mari Raymond Vignikin, nommé 1er conseiller. Au début de l'année 2003, elle s'envole pour la France où elle occupe le poste de ministre-conseiller à l'ambassade du Bénin à Paris, chargée des affaires politiques et juridiques. Un an plus tard, elle est de retour au Bénin et intègre le ministère des Affaires étrangères en tant qu'inspectrice des affaires étrangères.
Le 8 avril 2008, Arlette Dagnon Vignikin est nommée, pour la première fois, ambassadrice extraordinaire et plénipotentiaire du Bénin au Danemark. Elle devient ambassadrice itinérante, chargée d'accomplir sa fonction dans plusieurs pays nordiques et baltes. Ainsi, bien que continuant à officier et résider au Danemark, elle est faite, en 2009, ambassadrice du Bénin en Lituanie, s’agissant de la première représentation du pays africain depuis que les relations diplomatiques entre les deux nations ont été établies, le 2 septembre 2005. Par la suite, elle présente ses lettres de créance au président estonien Toomas Hendrik Ilves à Tallinn, le 30 avril 2009, faisant d’elle l’ambassadrice du Bénin en Estonie.
Si depuis 1997, des relations diplomatiques existent entre le Bénin et la Lettonie, Arlette Dagnon Vignikin devient la première ambassadrice du Bénin nommée dans cet État le 19 avril 2011.

### Décès
Arlette Dagnon Vignikin meurt le 6 mars 2017 à Rueil-Malmaison.

## Distinctions
- Commandeur de l’ordre national du Bénin (2014)[9].